# بوبو (بازیکن فوتبال، زاده ۱۹۸۲)
بوبو (انگلیسی: Bobô؛ زادهٔ ۲۰ مارس ۱۹۸۲) بازیکن فوتبال اهل برزیل است.
از باشگاه‌هایی که در آن بازی کرده‌است می‌توان به باشگاه فوتبال موریرنز، باشگاه فوتبال بوآویشتا، باشگاه ورزشی واشاش، و باشگاه فوتبال لیتشوئس اشاره کرد.